# باغ سیاه (کتاب)
باغ سیاه، ارمنستان و آذربایجان در جنگ و صلح (انگلیسی: Black Garden) کتابی است از توماس دی وال که بر پایه تحقیقات نویسنده درباره دو جمهوری سابق اتحاد جماهیر شوروی سوسیالیستی، ارمنستان و جمهوری آذربایجان در جریان جنگ قره‌باغ نگاشته شده است.